# Clematis baominiana
Clematis baominiana är en ranunkelväxtart som beskrevs av Wen Tsai Wang. Clematis baominiana ingår i släktet klematisar, och familjen ranunkelväxter. Inga underarter finns listade i Catalogue of Life.